# گیورگ وینوگرادوف
گیورگ وینوگرادوف (استونیایی: Georg Vinogradov; ۱۸ آوریل ۱۹۱۸ – ۱۲ ژانویهٔ ۲۰۱۱) بازیکن بسکتبال اهل استونی بود.